# Công đồng Lateranô I
Công đồng Lateran I (Lateranus I) diễn ra vào năm 1123 do Giáo hoàng Callixtus II triệu tập. Có khoảng 300 Giám mục và 700 đại biểu khác tham dự các khóa họp từ 8 tháng 3 đến 6 sáu 4. Công đồng phê chuẩn thỏa ước Worms và một số điều canh tân Giáo hội.
Thỏa ước Worms được thực hiện theo gợi ý của Giám mục Yves de Chartres, Thỏa ước phân biệt quyền của hai phía. Nhẫn và gậy Giám mục - biểu tượng chức thánh sẽ do giáo quyền, còn quyền hành thế tục do hoàng đế trao tượng trưng bằng vương trượng. Về khía cạnh sau Giám mục phải tuân phục hoàng đế.
Theo thỏa ước này, các Giám mục và tu viện trưởng được tuyển chọn theo luật của Giáo hội, với quyền bổ nhiệm của nhà cầm quyền dân sự nếu muốn, và trong nghi thức tấn phong Giáo hội sẽ ban cho họ nhẫn và gậy Giám mục. Như vậy, Giáo hoàng, tu viện trưởng, và các Giám mục bị kẹt giữa hai thế giới, thế giới quyền lực chính trị và thế giới lãnh đạo tinh thần.
Công đồng Lateran I cũng đề cập đến luật độc thân tu sĩ: "Chúng tôi tuyệt đối cấm linh mục, phó tế, phụ phó tế không được liên hệ với phụ nữ, hay sống với họ như điều khoản 3 công đồng Nicea công bố, với lý do cần thiết được phép, những người đó là mẹ, chị em, hay cô dì, hay bất cứ một người nữ nào mà không gây nghi ngờ" (Điều 3). "Nếu có linh mục hay phó tế... nào vi phạm luật này mà lập gia đình, công đồng công bố là hôn nhân đó cần phải được giải, và người đó phải bị lên án và chịu kỷ luật" (điều 21).